# Henry Darcy
Henry Philibert Gaspard Darcy (født 10. juni 1803 i Dijon, Frankrig, død 3. januar 1858) var en fransk ingeniør, der fik stor betydning for udviklingen af hydrodynamik og hydrogeologi.

## Biografi
I 1821 blev han indskrevet i École Polytechnique i Paris. To år senere skiftede han til École nationale des ponts et chaussées. I 1827 blev han ingeniøraspirant ved det franske Vej- og Brokorps i departementet Côte-d'Or. I 1828 giftede han sig med Henriette Carey og i 1848 blev han chefingeniør i Côte-d'Or. I 1858 døde Henry Darcy af lungebetændelse på en rejse til Paris.
Darcy kreditteres for at have udviklet pitotrøret som det kendes i dag.
Enheden for permeabilitet, darcy er opkaldt efter ham.

## Publikationer
- H. Darcy, Les Fontaines Publiques de la Ville de Dijon, Dalmont, Paris (1856).